# تصمیم گرفتم (آلبوم بیگ شان)
تصمیم گرفتم (به انگلیسی: I Decided) چهارمین آلبون استودیویی خواننده رپ اهل ایالات متحده بیگ شان است که در ۳ فوریه ۲۰۱۷ تحت لیبل گود میوزیک و دف جم رکوردینگز منتشر شده‌است. آلبوم با حضور هنرمندانی از جمله امینم، د-دریم و میگوس ضبط شده‌است. آلبوم به‌طور کلی نظرات مثبتی از منتقدان دریاف کرد و در شماره یک جدول بیلبورد ۲۰۰ ایالات متحده قرار گرفت. این آلبوم گواهی‌نامه پلاتین از انجمن صنعت ضبط موسیقی ایالات متحده آمریکا (RIAA) دریافت کرد.